# 1958年フランス大統領選挙
1958年フランス大統領選挙（1958ねんフランスだいとうりょうせんきょ、フランス語: Élection présidentielle française de 1958）は、1958年12月21日にフランスで行われた大統領（第18期）の選挙である。

## 概要
フランス第五共和政で行われた最初の大統領選挙であり、国民議会議員、一般評議員、市議会の代表者で構成される約82,000人の大選挙人からなる選挙人団によって選出された。
アルジェリア戦争の真っ只中の1958年5月の危機の後、評議会議長に就任したシャルル・ド・ゴールは、第1回投票でジョルジュ・マラヌ(フランス共産党)とアルベール・シャトレ(民主勢力連合)に78.5%の票を投じて勝利した。翌月、ド・ゴール将軍が大統領に就任し、1962年に国民投票を実施し、大統領選挙に直接普通選挙を導入することを決議した。

## 選挙データ

### 大統領
- 選挙前：ルネ・コティ（第17代）
  - 独立農民国民センター（CNIP）
- 選挙後：シャルル・ド・ゴール（第18代） 
  - 与党：新共和国連合（UNR）

### 投票日
- 1958年12月21日

過半数の票を獲得した候補者がいない場合は、8日以内に第2回投票を行う。

### 選挙制度
- 二回投票制

#### 選挙権
- 選挙人団
  - 上院議員
  - 下院議員
  - 県議会議員
  - 海外県・領土議会
  - 市長
  - 副市長
  - 市議会議員

#### 有権者
- 81,764

## 選挙結果

### 候補者別得票結果
| 候補者                             | 候補者               | 所属政党           | 所属政党           | 得票数 | 得票率 |
| ---------------------------------- | -------------------- | ------------------ | ------------------ | ------ | ------ |
|                                    | シャルル・ド・ゴール | 新共和国連合       | UNR                | 62,394 | 78.51% |
|                                    | ジョルジュ・マラネ   | フランス共産党     | PCF                | 10,355 | 13.03% |
|                                    | アルベール・シャトレ | 民主勢力連合       | UFD                | 6,721  | 8.46%  |
| 総計                               | 総計                 | 総計               | 総計               | 79,470 | 100.0% |
| 有効票数（有効率）                 | 有効票数（有効率）   | 有効票数（有効率） | 有効票数（有効率） | 79,470 | 97.76% |
| 無効票数（無効率）                 | 無効票数（無効率）   | 無効票数（無効率） | 無効票数（無効率） | 1,820  | 2.24%  |
| 投票者数（投票率）                 | 投票者数（投票率）   | 投票者数（投票率） | 投票者数（投票率） | 81,290 | 99.42% |
| 棄権者数（棄権率）                 | 棄権者数（棄権率）   | 棄権者数（棄権率） | 棄権者数（棄権率） | 474    | 0.58%  |
| 有権者数                           | 有権者数             | 有権者数           | 有権者数           | 81,764 | 100.0% |
| 出典：Élection présidentielle 1958 |                      |                    |                    |        |        |